# SpaceX CRS-4
SpaceX CRS-4 (SpX-4) – misja statku transportowego Dragon, wykonana przez prywatną firmę SpaceX na zlecenie amerykańskiej agencji kosmicznej NASA w ramach programu Commercial Resupply Services w celu zaopatrzenia Międzynarodowej Stacji Kosmicznej.

## Przebieg misji
Rozpoczęcie misji miało nastąpić 20 września 2014 roku, jednak zostało przesunięte o dzień w związku ze złą pogodą. Start misji nastąpił zatem 21 września 2014 roku o 05:52:03 czasu UTC. Rakieta nośna Falcon 9 v1.1 wystartowała ze statkiem Dragon z platformy startowej SLC-40 z kosmodromu Cape Canaveral Air Force Station. W ciągu dwóch dni na orbicie Dragon zbliżył się do ISS i 23 września 2014 o 10:52 UTC został uchwycony przez mechaniczne ramię Canadarm2. Następnie został on przyciągnięty do portu dokującego w module Harmony i o 13:21 UTC nastąpiło jego cumowanie do stacji.
Statek Dragon pozostał zadokowany do ISS przez 34 dni. Jego odcumowanie nastąpiło 25 października 2014 roku o 12:02 UTC. Następnie Dragon został odciągnięty od stacji przez Canadarm2 i wypuszczony o 13:57 UTC. Po oddaleniu się od ISS wykonano manewr deorbitacji pozwalający na wejście wypełnionej materiałami z ISS kapsuły powrotnej w atmosferę. Lądowanie nastąpiło 25 października 2014 o 19:38 UTC na wodach Wschodniego Pacyfiku.

## Ładunek
Statek Dragon wyniósł na orbitę ładunek o masie 2216 kg. W jego module ciśnieniowym znajdowało się zaopatrzenie dla ISS, w tym:
- 746 kg materiałów do eksperymentów naukowych z NASA, JAXA i ESA,
- 183 kg urządzeń potrzebnych do sprawnego funkcjonowania stacji (m.in. wyposażenie systemów podtrzymywania życia, kontroli środowiska wewnątrz stacji i zasilania w energię elektryczną oraz urządzenia mechaniczne do prac na zewnątrz stacji),
- 626 kg środków dla załogi (m.in. żywność i środki higieny osobistej),
- 46 kg urządzeń elektronicznych (sprzęt fotograficzny i audiowizualny oraz urządzenia do przechowywania danych),
- 25 kg wyposażenia potrzebnego do spacerów kosmicznych.

W ładowni niehermetycznej Dragona znajdował się ważący 589 kg ISS RapidScat. Jest to urządzenie do skaterometrii atmosfery i służy do mierzenia prędkości i kierunku wiatru na powierzchni oceanów. Zostało ono następnie zamontowane na zewnątrz modułu Columbus.
Po rozładowaniu statku Dragon, został on wypełniony materiałami, które miały powrócić na Ziemię. W sumie w kapsule powrotnej znalazło się 1486 kg ładunku, w tym:
- 941 kg materiałów z zakończonych eksperymentów naukowych,
- 425 kg zużytych urządzeń wyposażenia stacji,
- 60 kg środków od załogi,
- 5 kg zużytych urządzeń elektronicznych,
- 55 kg wyposażenia wykorzystanego podczas spacerów kosmicznych.

## Galeria

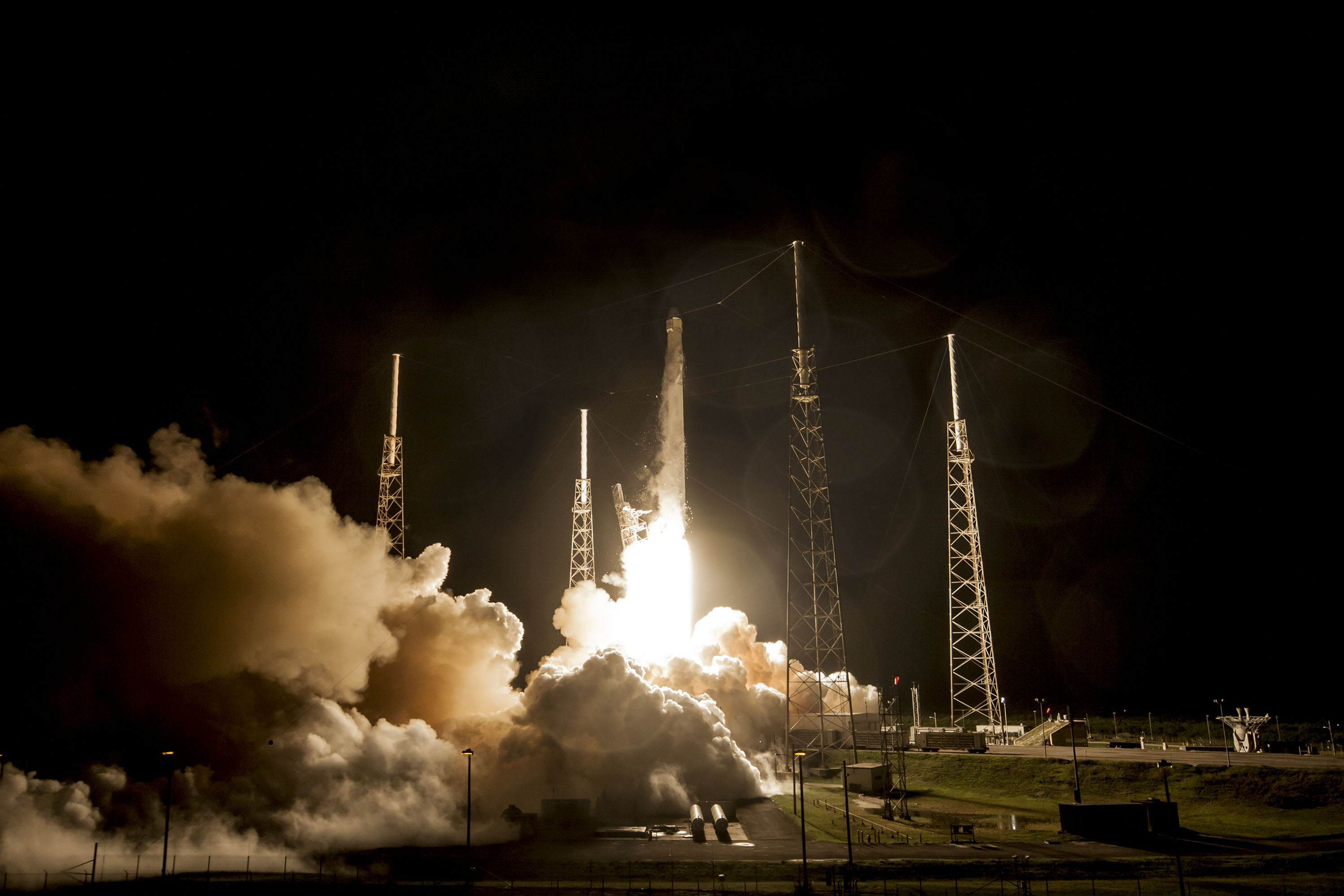
Start rakiety Falcon 9 w ramach misji SpX-4
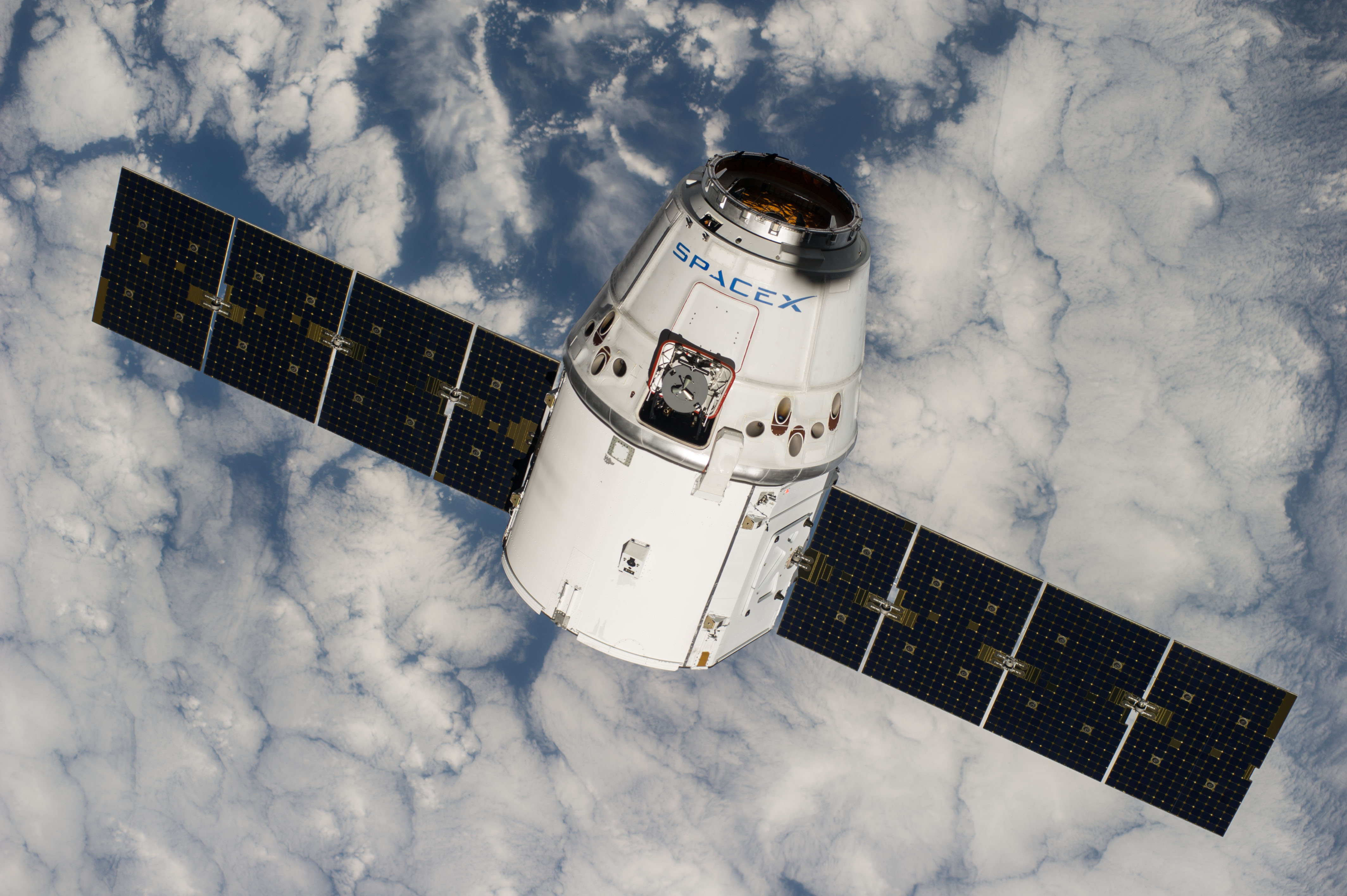
Statek Dragon zbliżający się do ISS
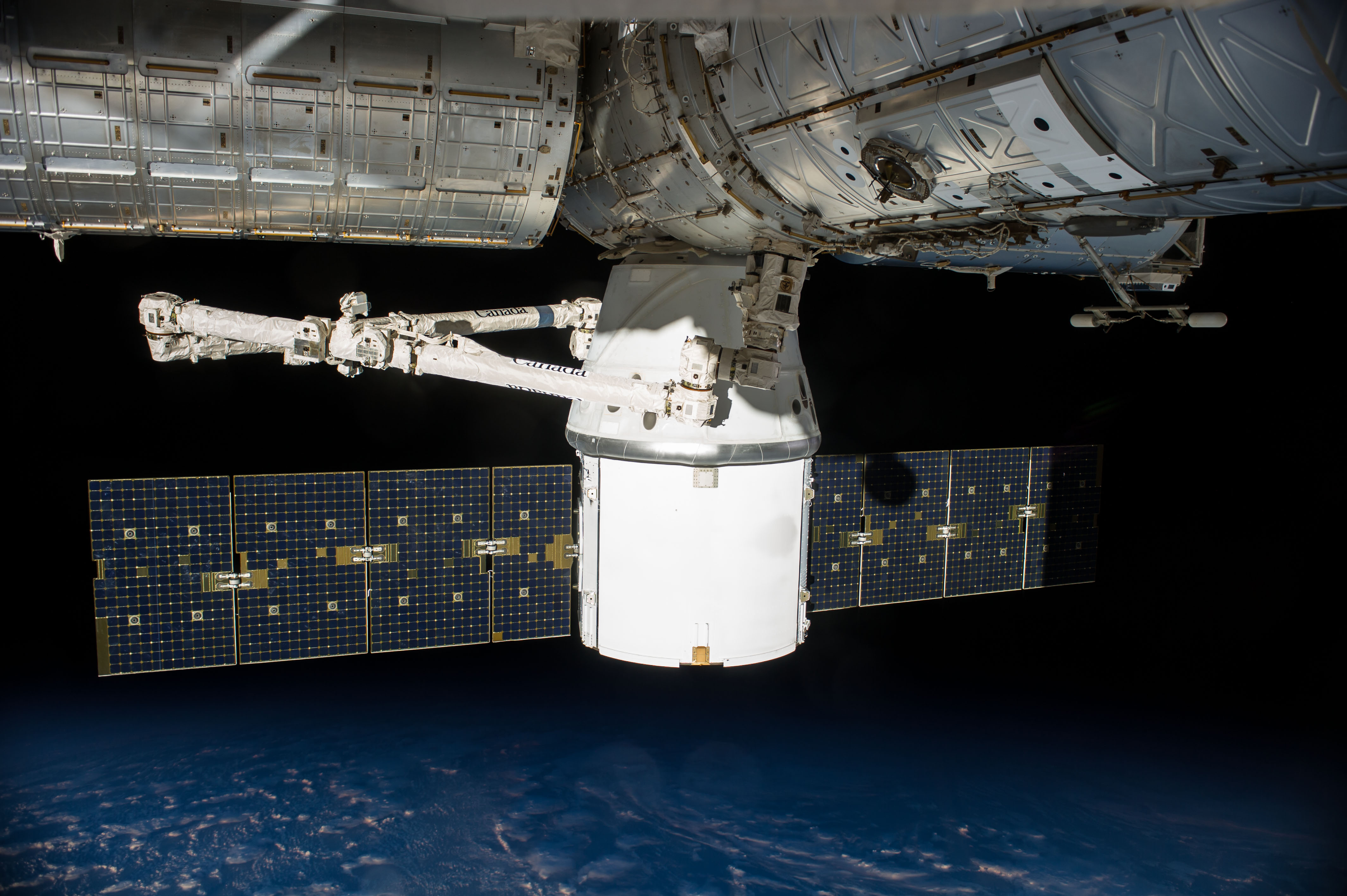
Dragon zadokowany do modułu Harmony
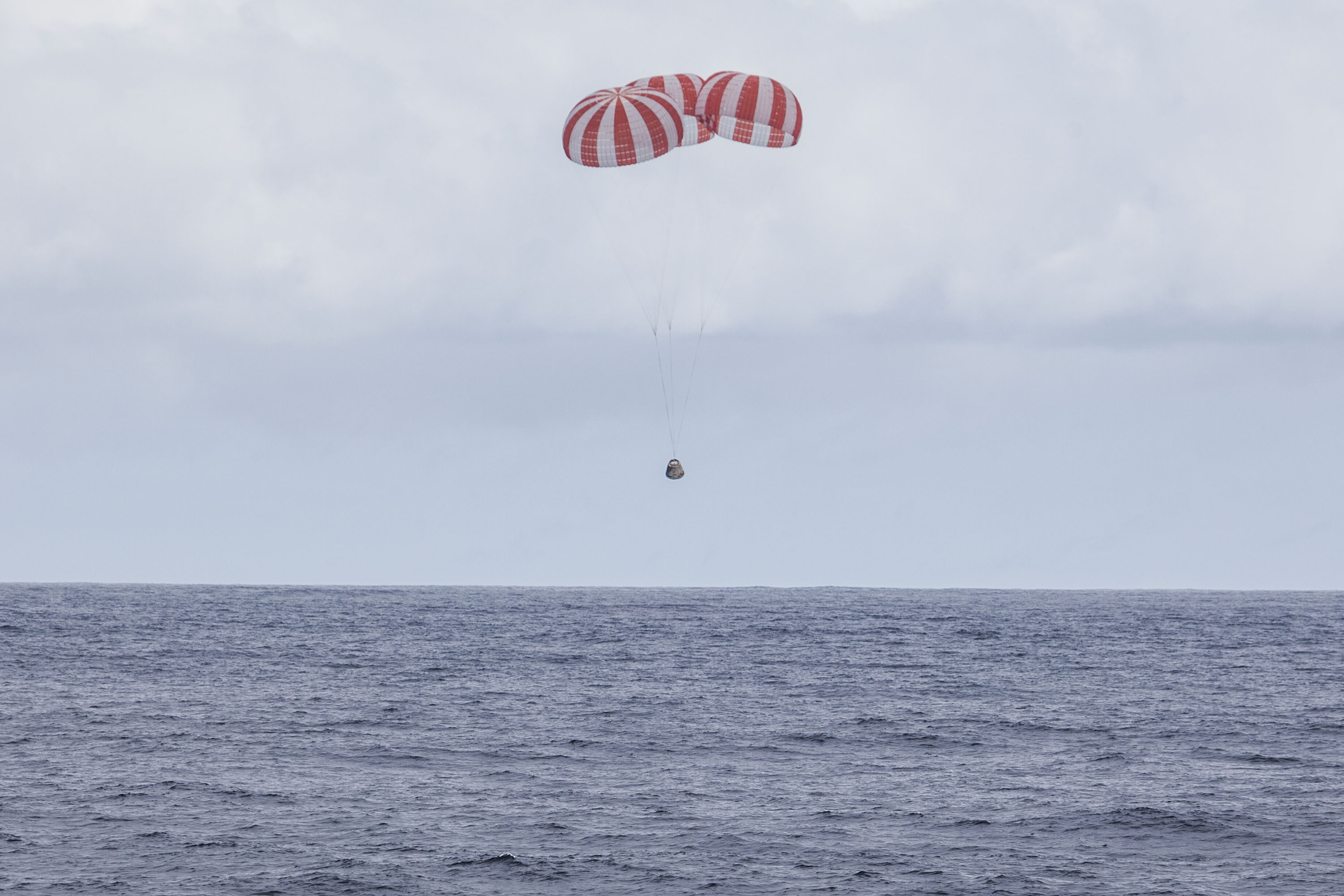
Kapsuła powrotna statku Dragon podczas lądowania w wodach Pacyfiku